# Kobilarna Lipica
Kobilarna Lipica je osrednja znamenitost Lipice, kjer poteka vzreja svetovno znanih konjev - lipicancev.  
Kobilarno je ustanovil avstrijski nadvojvoda Karel II. leta 1580. V času Napoleonskih vojn so jo preselili v Sekesfehervar. Po podpisu miru v Campoformiu so žrebeta poslali v Prestranek, kobile pa v Lipico. Leta 1802 je Lipico poškodoval potres in ubil mnogo konj. Leta 1805 so kobilarno premestili v Džakovo, leta 1809 v Pecska pri Bezoehegyesu, ob vstopu Italije v prvo svetovno vojno 1915 pa v Laxsenburg in kasneje v Kladrup. Po vojni se je večina konj vrnila v Lipico, manjši del pa je ostal v Avstriji, v novo ustanovljeni kobilarni v Pibru pri Gradcu. Po drugi svetovni vojni so večino konj preselili v Hostinec na Češko. V lipici jih je ostalo le 24. Po letu 1947 sta si večino konj razdelili Avstrija in Italija. Lipica je bila do priključitve Jugoslaviji v sestavu tržaške občine. 
Kobilarna Lipica je v letu 2002 priznana kot rejska organizacija, ki vodi izvorno rodovniško knjigo za lipicanca.
V začetku leta 2003 Vlada Republike Slovenije predpiše Program varstva in razvoja Kobilarne Lipica v obdobju 2002 do 2005. 
V maju 2005 Kobilarna Lipica proslavila 425-letnico obstoja.
Uredili so več obsežnih hlevov in vzdrževali kraške pašnike in travnike z nekaj hrastovimi gaji. Konjeniško-turistični center Lipica ima tu ohranjene velike travnate pašne površine, kobilarno, pokrito jahalnico in nekoliko moteče igrišče za golf. Davek turizmu sta dva hotela in prodajalna spominkov. Med ohranjenimi stavbami je najbolj avtentičen del z graščino in starim hlevom, Velbanco.
V Lipici je v delu stare graščine tudi galerija Avgusta Černigoja, slovenskega slikarja in konstruktivista. V galeriji je zbranih preko 1400 njegovih del, večinoma risb in grafik. Približno 400 pa je postavljenih na ogled v posebni, konstruktivistični prezentaciji. Med abstraktnimi, barvitimi deli so tudi umetnikove vizije literatov in drugih slovenskih kulturnikov. 
V nekaj sto metrov oddaljeni vrtači je za hotelom Klub tako imenovana Dolina Lurške Matere Božje. Gre za je manjšo kraško dolino (bolje rečeno vrtačo), ki je urejena kot cerkev na prostem. Glavni oltar te cerkve je kapelica, ki ima v niši kip Lurške Matere Božje. Zgodovina te Doline je povezana s Karlom Grünnejem, ki je bil vodja kobilarne v letih 1848-1875. Ko ga je mučila jetika, se zaobljubil, da bo postavil oltar v čast Mariji, če ozdravi. V spomin nanj je pri kapelici vzidana plošča z napisom »In memoriam Carolus Grünne 1848-1875«. Prvotni kip Matere Božje je postavil 1. maja 1892 kaplan Edmond Legat. Do druge svetovne vojne so ljudje, zlasti Tržačani in okoličani, množično romali v Marijino dolino, ki je slovela tudi po čudežnih ozdravitvah. V obdobju socialistične Jugoslavije se je ta tradicija prekinila, v samostojni Sloveniji pa se je delno obnovila. Maše v Dolini so ob vseh večjih Marijinih praznikih.